# Radzyń (Łódź)
Pour les articles homonymes, voir Radzyń.
Radzyń (prononciation [ˈrad͡zɨɲ]) est un village de la gmina de Grabów, du powiat de Łęczyca, dans la voïvodie de Łódź, situé dans le centre de la Pologne.
Il se situe à environ 8 kilomètres au NORD de Grabów (siège de la gmina), 23 kilomètres au nord-ouest de Łęczyca (siège du powiat) et 57 kilomètres au nord-ouest de Łódź (capitale de la voïvodie).

## Administration
De 1975 à 1998, le village était attaché administrativement à l'ancienne voïvodie de Konin.

Depuis 1999, il fait partie de la nouvelle voïvodie de Łódź.